# Petit Pays (film)
Pour les articles homonymes, voir Petit Pays.
Pour plus de détails, voir Fiche technique et Distribution.
Petit Pays est un film dramatique franco-belge écrit et réalisé par Éric Barbier, sorti en 2020. Il s'agit de l'adaptation du roman homonyme de Gaël Faye.

## Synopsis
Gabriel a une dizaine d'années au début des années 1990, dans le confortable quartier de Kinanira à Bujumbura (Burundi) où il vit avec son père, Michel, entrepreneur français expatrié, sa mère, Yvonne, réfugiée rwandaise, et sa petite sœur Ana. Gabriel mène une enfance heureuse dans une famille aisée, entouré d'un groupe d'amis avec qui il chaparde des mangues et fait les quatre cents coups.
Mais ce bonheur est vite ébranlé par la réalité géopolitique du Burundi et de la région des Grands Lacs: après la séparation de ses parents, qui ne s'entendent plus, il voit son entourage se découvrir hutu ou tutsi, avec la dégradation des relations que cela emporte. Michel explique de façon cocasse à son fils que la seule différence entre Hutus et Tutsis est leur nez et que c'est pour cela qu'ils se battent. Son groupe de copains s'affirme tutsi, ce qu'il est lui-même par sa mère (même si l'un d'eux lui dit que c'est l'ethnie du père qui est déterminante pour les Tutsis).
Michel est de plus en plus préoccupé par la situation, les tensions affleurent jusque dans leur propre maison. Lors des premières élections libres depuis l'indépendance, Melchior Ndadaye, candidat hutu, est élu président, ce qui met le feu aux poudres : le président et plusieurs ministres sont tués lors d'un coup d'État, déclenchant la guerre civile burundaise ; des Hutus commencent en réaction à massacrer des Tutsis, qui ripostent à leur tour.
Parents et enfants parviennent à se réunir pour assister au mariage du frère d'Yvonne au Rwanda, et les enfants découvrent leurs tantes et leurs cousins. Après leur retour, ils apprennent que l'avion des présidents rwandais et burundais a été abattu, et les extrémistes hutus commencent aussitôt à massacrer les Tutsis, initiant le génocide rwandais. Yvonne, sans nouvelles de sa famille, est effondrée. Elle finit par faire le voyage lorsque son frère lui annonce que le FPR, en majorité tutsi, a investi Kigali et mis fin au génocide. Mais c'est pour découvrir que sa sœur et ses neveux sont massacrés, comme toute la famille de son frère, et que celui-ci a été exécuté pour s'être vengé.
Yvonne revient comme un zombi, obligeant sa fille à chanter sans fin une complainte pour ses cousins et la blessant dans un accès de démence. Michel emmène sa fille à l'hôpital au péril de leur vie en forçant un barrage de miliciens imbibés d'alcool. Gabriel apprend que le père d'un membre de sa bande a été assassiné et tente de consoler. Entraîné au milieu d'un groupe fanatisé, il est exhorté à mettre le feu à la voiture dans laquelle le supposé meurtrier a été attaché, ce qu'il finira par faire.
Face aux troubles persistants et au lourd climat familial, Michel se décide à renvoyer les enfants en France. Gabriel revient une vingtaine d'années plus tard, dans la maison où son père a été massacré en tentant vainement de protéger leur domestique hutu, et où sa mère continue de chanter inlassablement une complainte pour ses neveux en kinyarwanda.

## Fiche technique
Sauf indication contraire, les informations mentionnées dans cette section peuvent être confirmées par la base de données cinématographiques Unifrance,  présente dans la section « Liens externes ».
- Titre original : Petit Pays
- Réalisation : Éric Barbier
- Scénario : Éric Barbier, d'après le roman de Gaël Faye
- Musique : Renaud Barbier
- Décors : Pierre Renson
- Costumes : Laurence Esnault
- Photographie : Antoine Sanier
- Son : Jean Minondo et Ken Yasumoto
- Montage : Jennifer Augé
- Production : Éric Jehelmann, Philippe Rousselet, Jérôme Salle
- Sociétés de production : Jerico et Super 8 Production ; Pathé Production, France 2 Cinéma, Scope Pictures et Petit Pays Film (coproductions) ; SOFICA Cinécap 2,Cofimage 30 et Indéfilms 7 (en association avec)
- Société de distribution : Pathé Distribution (France)
- Budget : 5 millions d'euros[1]
- Pays de production :  France /  Belgique
- Langue originale : français
- Format : couleur — 2,39:1
- Genre : drame
- Durée : 113 minutes
- Dates de sortie :
  - France : 3 février 2020 (Papeete)[2] ; 28 août 2020 (sortie nationale)
  - Rwanda : 7 mars 2020 (Kigali)[1]
  - Belgique, Suisse romande[3], Québec, pays d'Afrique francophone : 28 août 2020
- Classification :
  - France : tous publics avec avertissement lors de sa sortie en salles, déconseillé aux moins de 12 ans à la télévision

## Distribution
Sauf indication contraire, les informations mentionnées dans cette section peuvent être confirmées par les bases de données cinématographiques IMDb et Allociné,  présentes dans la section « Liens externes ».
- Jean-Paul Rouve : Michel Chappaz
- Isabelle Kabano : Yvonne
- Djibril Vancoppenolle : Gabriel Chappaz
- Delya de Medina[4] : Ana Chappaz
- Tao Monladja : Gino
- Veronika Varga : Madame Economopoulos

## Production
Le tournage a lieu au Rwanda.
Le film n'a pu sortir en France à la date initialement programmée, le 18 mars 2020, en raison du confinement de la population, imposé pour lutter contre la pandémie de Covid-19, qui a entraîné la fermeture des cinémas. La sortie est alors reportée au 28 août 2020. Toutefois, lors de la tournée de promotion en mars, une partie de l'équipe du film a été contaminée par le coronavirus, dont l'auteur du roman Gaël Faye.

## Distinctions

### Récompense
- Festival du film francophone d'Angoulême 2020 : Valois de la meilleure actrice pour Isabelle Kabano[6]

### Nomination
- César 2021 : meilleure adaptation pour Éric Barbier[7]

### Documentation
- Dossier de presse Petit Pays